# Großer Preis von Singapur 2014
Der Große Preis von Singapur 2014 (offiziell 2014 Formula 1 Singapore Airlines Singapore Grand Prix) fand am 21. September auf dem Marina Bay Street Circuit in Singapur statt und war das 14. Rennen der Formel-1-Weltmeisterschaft 2014.

## Berichte

### Hintergrund
Nach dem Großen Preis von Italien führte Nico Rosberg in der Fahrerwertung mit 22 Punkten vor Lewis Hamilton und mit 72 Punkten vor Daniel Ricciardo. In der Konstrukteurswertung führte Mercedes mit 182 Punkten vor Red Bull-Renault und mit 277 Punkten vor Williams.
Beim Großen Preis von Singapur stellte Pirelli den Fahrern die Reifenmischungen P Zero Soft (gelb) und P Zero Supersoft (rot) sowie für Nässe Cinturato Intermediates (grün) und Cinturato Full-Wets (blau) zur Verfügung.
Die DRS-Zonen blieben im Vergleich zum Vorjahr unverändert. Der Messpunkt für die erste Zone lag 230 Meter vor Kurve fünf, die DRS-Zone begann 50 Meter nach der Kurve. Der zweite Messpunkt lag 80 Meter vor Kurve 22, die DRS-Zone lag auf der Start-Ziel-Geraden und begann 45 Meter nach Kurve 23.
Es wurden geringfügige Änderungen an der Strecke vorgenommen, die Boxengasse und einige andere Streckenabschnitte wurden neu asphaltiert. Außerdem wurde die Position der Mauer in Kurve sieben verändert.
Marcus Ericsson (fünf), Jules Bianchi, Kevin Magnussen, Pastor Maldonado (jeweils vier), Valtteri Bottas, Adrian Sutil (jeweils zwei) und Jean-Éric Vergne (einer) gingen mit Strafpunkten ins Rennwochenende.
Mit Sebastian Vettel (dreimal), Fernando Alonso (zweimal) und Hamilton (einmal) traten drei ehemalige Sieger zu diesem Grand Prix an.
Als Rennkommissare fungierten Alan Jones (AUS), Lars Österlind (SWE), Roger Peart (CAN) und Nish Shetty (SIN).
Im Vorfeld des Rennens teilte die FIA den Teams mit, dass kein Gespräch über Funk von der Box zum Fahrer irgendwelche Informationen beinhalten [darf], die sich auf die Performance des Autos oder des Fahrers beziehen. In der Vergangenheit hatten Fahrer immer wieder von ihren Ingenieuren Daten über diverse technische Einstellungen oder Sektorenzeiten von Konkurrenten erhalten (sogenanntes Coaching). Hierzu war keine Regeländerung notwendig, es wird lediglich Artikel 20.1 des Sportlichen Reglements, der besagt, dass der Fahrer das Auto alleine und ohne fremde Hilfe fahren muss, deutlich enger ausgelegt. Damit reagierte man auf Kritik, wonach der bei TV-Übertragungen veröffentlichte Boxenfunk dem Image der Formel 1 schade.

### Training
Im ersten freien Training erzielte Alonso in 1:49,056 Minuten die Bestzeit vor Hamilton und Rosberg. Vettel erlitt in diesem Training einen Motorschaden.
Im zweiten freien Training war Hamilton in 1:47,490 Minuten der Schnellste vor Alonso und Ricciardo. Vettel kam aufgrund des Motorenwechsels nur in den letzten acht Minuten zum Einsatz. Ein Unfall von Maldonado, bei dem dessen Fahrzeug stark beschädigt wurde, sorgte für die einzige Trainingsunterbrechung.
Im dritten freien Training fuhr Alonso die Bestzeit vor Ricciardo und Rosberg.

### Qualifying
Das Qualifying bestand aus drei Teilen mit einer Nettolaufzeit von 45 Minuten. Im ersten Qualifying-Segment (Q1) hatten die Fahrer 18 Minuten Zeit, um sich für das Rennen zu qualifizieren. Alle Fahrer, die im ersten Abschnitts eine Zeit erzielten, die maximal 107 Prozent der schnellsten Rundenzeit betrug, qualifizierten sich für den Grand Prix. Die besten 16 Fahrer erreichten den nächsten Teil. Kimi Räikkönen fuhr die schnellste Runde. Die Caterham- und Marussia-Piloten sowie Maldonado und Sutil schieden aus.
Der zweite Abschnitt (Q2) dauerte 15 Minuten. Die schnellsten zehn Piloten qualifizierten sich für den dritten Teil des Qualifyings. Rosberg fuhr die schnellste Runde. Die Force-India-Piloten sowie Romain Grosjean, Esteban Gutiérrez, Vergne und Jenson Button schieden aus.
Der finale Abschnitt (Q3) ging über eine Zeit von zwölf Minuten, in denen die ersten zehn Startpositionen vergeben wurden. Nachdem alle Fahrer eine Zeit gesetzt hatten, lagen beide Mercedes-Fahrer in der Mitte. In ihrem letzten Versuch erzielten beide die zu ihrem Zeitpunkt schnellste Runde. Hamilton erzielte die Pole-Position schließlich mit sieben Tausendstel Sekunden Vorsprung auf Rosberg. Ricciardo wurde Dritter.

### Rennen
Rosberg hatte vor dem Start Probleme mit der Elektronik und wechselte mehrmals das Lenkrad. Beim Start in die Einführungsrunde kam er nicht vom Startplatz los und wurde in die Boxengasse geschoben, von wo er das Rennen aufnahm. Kobayashi blieb bereits in der Einführungsrunde stehen und trat nicht zum Start an.
Hamilton behielt beim Start die Führung. Alonso setzte sich auf der Außenseite neben beide Red-Bull-Piloten, verpasste aber den Bremspunkt für die erste Kurve. Er fuhr geradeaus durch die Auslaufzone und ging so an beiden vorbei. Um eine Strafe für einen Vorteil durch das Verlassen der Strecke zu vermeiden, ließ er Vettel noch während der ersten Runde wieder vorbei, blieb jedoch vor Ricciardo. Rosberg tat sich am Ende des Feldes schwer. Er hatte weiterhin Elektronikprobleme, die einen Ausfall des Drag Reduction Systems, des ERS-K und des Geschwindigkeitsbegrenzers sowie Schaltprobleme verursachten. Bei seinem ersten Boxenstopp gab er schließlich auf. Nach dem Rennen stellte sich heraus, dass ein Mittel, das zur Qualitätssicherung eingesetzt wurde, um Risse im Kabelstrang zu zeigen, einen Kurzschluss der Kabel in der Lenksäule verursacht hatte.
Hamilton blieb von der Spitze am längsten draußen. Die ersten vier Positionen blieben nach der Phase der ersten Boxenstopps unverändert, Felipe Massa übernahm den fünften Platz von Räikkönen.
Vergne erhielt in der 18. Runde eine Fünf-Sekunden-Zeitstrafe für das Verlassen der Strecke. Gutiérrez fiel eine Runde später mit einem Problem mit dem Antriebsstrang aus. Kurz darauf begann die Phase der zweiten Boxenstopps. Alonso ging eine Runde vor Vettel an die Box und schaffte es damit, an seinem Gegner vorbeizufahren. Vettel wechselte auf die weichen Reifen, während Alonso weiterhin mit den superweichen fuhr. Ricciardo und Hamilton kamen etwas später an die Box. Ricciardo wählte dieselbe Strategie wie Vettel, Hamilton dieselbe wie Alonso.
In der 31. Runde kollidierten Sergio Pérez und Sutil, wobei sich Pérez den Frontflügel beschädigte und Teile auf der Strecke verteilte. Beide Fahrer fuhren weiter. Aufgrund der auf der Strecke liegenden Teile wurde das Safety Car auf die Strecke geschickt. Hamilton verpasste dabei den Zeitpunkt, an die Box zu gehen und blieb draußen. Als einziger Fahrer der Spitzengruppe ging Alonso an die Box und wechselte auf die weichen Reifen, sodass er durchfahren konnte. Sutil erhielt eine Fünf-Sekunden-Strafe für das Verlassen der Strecke.

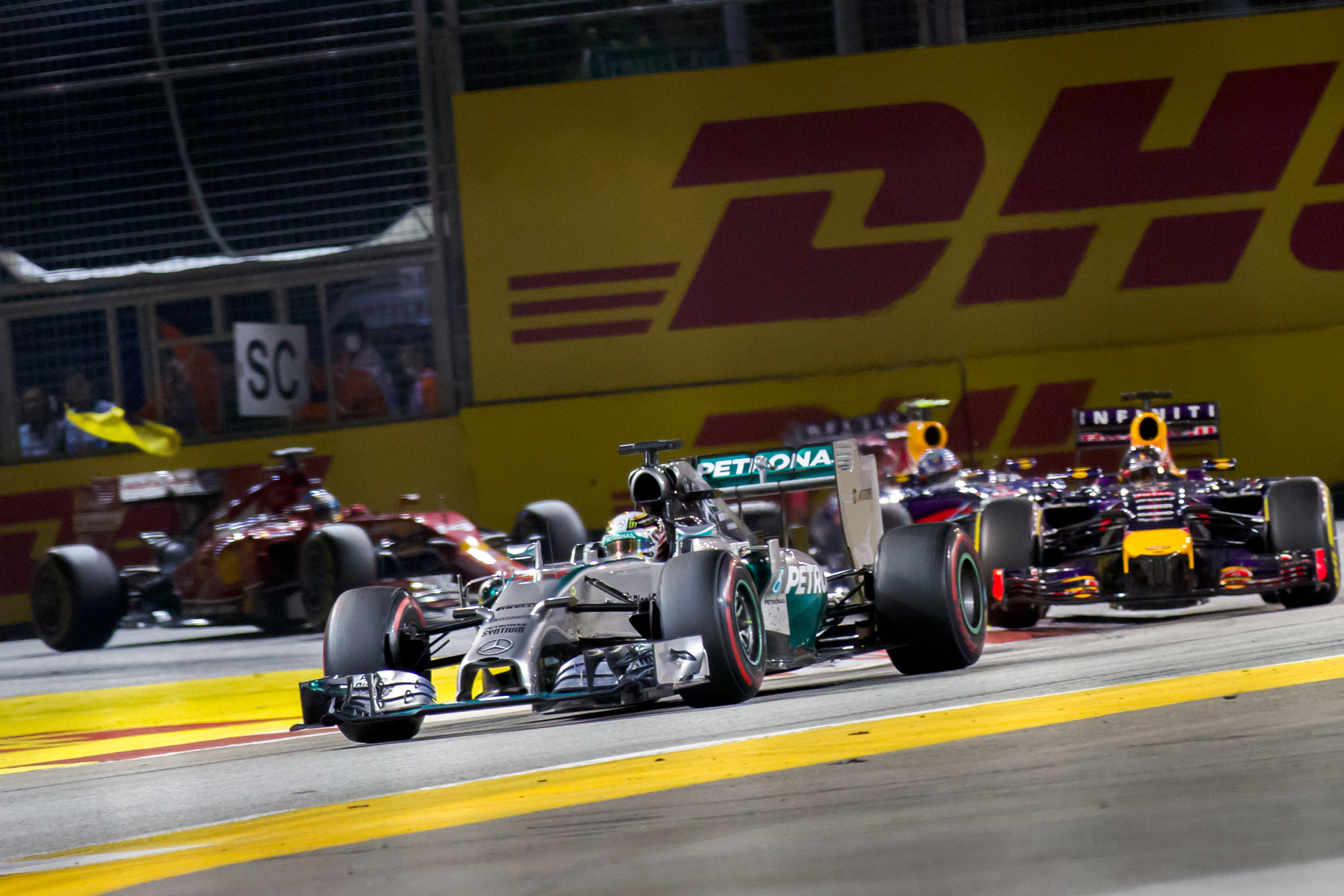
Hamilton führt während der Safety-Car-Phase vor den beiden Red-Bull-Piloten und Alonso

Magnussen hatte Probleme mit einem überhitzten Fahrzeug und meldete per Funk an die Box, dass sein Sitz und die Flüssigkeit in seiner Wasserflasche sehr heiß seien. Während der Safety-Car-Phase hielt er abwechselnd seine beiden Arme zur Kühlung aus dem Cockpit. Nach dem Rennen stellte McLaren fest, dass eine Dichtung im Bereich des Kühlers versagt hatte und deshalb heiße Luft in das Cockpit strömte. Das Wasser in Magnussens Trinkflasche begann deshalb zu kochen, außerdem erlitt er Verbrennungen und musste nach dem Rennen medizinisch behandelt werden.
In der 38. Runde wurde das Rennen wieder freigegeben. Hamilton setzte sich schnell vom restlichen Feld ab, er war zeitweise drei Sekunden schneller als seine Verfolger. Er musste einen Vorsprung von etwa 29 Sekunden herausfahren, da die Red-Bull-Fahrer auf den Plätzen zwei und drei sowie Alonso auf Platz vier ohne weiteren Boxenstopp durchfahren wollten. Vettel hatte ursprünglich geplant, einen Schlusssprint auf den superweichen Reifen zu fahren, dieser Plan wurde wegen des Safety Cars aber von seinem Team verworfen. Wenige Runden nach dem Restart gab Sutil mit einem Wasserleck auf, um keinen Motorschaden zu erleiden.
Hamilton blieb bis zur 52. Runde auf der Strecke und fiel nach dem Stopp nur hinter Vettel zurück. Eine Runde später überholte er ihn und übernahm erneut die Führung. Indes war Button auf der Strecke ausgerollt, nachdem die Elektrik an seinem Fahrzeug ausgefallen war. Zur Fahrzeugbergung kam das Safety Car jedoch nicht mehr auf die Strecke.
Vergne erhielt erneut eine Fünf-Sekunden-Zeitstrafe für das Verlassen der Strecke, als er Maldonado überholt hatte. In der 59. Runde überholte er Räikkönen und Bottas gleichzeitig, auch Pérez ging kurz darauf an beiden vorbei. Bottas, der die ältesten Reifen in dieser Gruppe hatte, ließ in der folgenden Runde noch Räikkönen, Nico Hülkenberg und Magnussen passieren. Damit fiel er aus den Top 10 heraus, während sich Vergne mit schnellen Rundenzeiten bis zum Ziel um mehr als sieben Sekunden von Pérez absetzte und damit auch im Endergebnis vor ihm blieb.
Das Rennen wurde nach 60 Runden, also eine Runde vor dem geplanten Ende, aufgrund des Zeitlimits beendet. Hamilton gewann seinen 29. Grand Prix vor Vettel und Ricciardo. Vettel erzielte mit dem zweiten Platz sein bis dahin bestes Saisonergebnis. Alonso wurde Vierter, Massa Fünfter. Vergne, Pérez, Räikkönen, Hülkenberg und Magnussen komplettierten die Top 10.
In der Weltmeisterschaft übernahm Hamilton damit die Führung vor Rosberg. Ricciardo blieb auf dem dritten Platz. Die ersten drei Positionen der Konstrukteurswertung blieben unverändert.
Zwei Wochen nach dem Rennen wurde bekannt, dass Vergne beim Absitzen seiner ersten Fünf-Sekunden-Strafe nur etwa 4,7 Sekunden gewartet hatte. Daher wurde das Kontroll- bzw. Meldesystem zum nächsten Rennen modifiziert. Eine Strafe wurde nicht ausgesprochen.

## Meldeliste
| Team                          | Nr. | Fahrer            | Chassis           | Motor                 | Reifen |
| ----------------------------- | --- | ----------------- | ----------------- | --------------------- | ------ |
| Infiniti Red Bull Racing      | 01  | Sebastian Vettel  | Red Bull RB10     | Renault 1.6 V6T       | P      |
| Infiniti Red Bull Racing      | 03  | Daniel Ricciardo  | Red Bull RB10     | Renault 1.6 V6T       | P      |
| Marussia F1 Team              | 04  | Max Chilton       | Marussia MR03     | Ferrari 1.6 V6T       | P      |
| Marussia F1 Team              | 17  | Jules Bianchi     | Marussia MR03     | Ferrari 1.6 V6T       | P      |
| Mercedes AMG Petronas F1 Team | 06  | Nico Rosberg      | Mercedes F1 W05   | Mercedes-Benz 1.6 V6T | P      |
| Mercedes AMG Petronas F1 Team | 44  | Lewis Hamilton    | Mercedes F1 W05   | Mercedes-Benz 1.6 V6T | P      |
| Scuderia Ferrari              | 07  | Kimi Räikkönen    | Ferrari F14 T     | Ferrari 1.6 V6T       | P      |
| Scuderia Ferrari              | 14  | Fernando Alonso   | Ferrari F14 T     | Ferrari 1.6 V6T       | P      |
| Lotus F1 Team                 | 08  | Romain Grosjean   | Lotus E22         | Renault 1.6 V6T       | P      |
| Lotus F1 Team                 | 13  | Pastor Maldonado  | Lotus E22         | Renault 1.6 V6T       | P      |
| Caterham F1 Team              | 09  | Marcus Ericsson   | Caterham CT05     | Renault 1.6 V6T       | P      |
| Caterham F1 Team              | 10  | Kamui Kobayashi   | Caterham CT05     | Renault 1.6 V6T       | P      |
| Sahara Force India F1 Team    | 11  | Sergio Pérez      | Force India VJM07 | Mercedes-Benz 1.6 V6T | P      |
| Sahara Force India F1 Team    | 27  | Nico Hülkenberg   | Force India VJM07 | Mercedes-Benz 1.6 V6T | P      |
| Williams Martini Racing       | 19  | Felipe Massa      | Williams FW36     | Mercedes-Benz 1.6 V6T | P      |
| Williams Martini Racing       | 77  | Valtteri Bottas   | Williams FW36     | Mercedes-Benz 1.6 V6T | P      |
| McLaren Mercedes              | 20  | Kevin Magnussen   | McLaren MP4-29    | Mercedes-Benz 1.6 V6T | P      |
| McLaren Mercedes              | 22  | Jenson Button     | McLaren MP4-29    | Mercedes-Benz 1.6 V6T | P      |
| Sauber F1 Team                | 21  | Esteban Gutiérrez | Sauber C33        | Ferrari 1.6 V6T       | P      |
| Sauber F1 Team                | 99  | Adrian Sutil      | Sauber C33        | Ferrari 1.6 V6T       | P      |
| Scuderia Toro Rosso           | 25  | Jean-Éric Vergne  | Toro Rosso STR9   | Renault 1.6 V6T       | P      |
| Scuderia Toro Rosso           | 26  | Daniil Kwjat      | Toro Rosso STR9   | Renault 1.6 V6T       | P      |

## Klassifikationen

### Qualifying
| Pos.                                                                      | Fahrer            | Konstrukteur         | Q1       | Q2       | Q3       | Start |
| ------------------------------------------------------------------------- | ----------------- | -------------------- | -------- | -------- | -------- | ----- |
| 01                                                                        | Lewis Hamilton    | Mercedes             | 1:46:921 | 1:46,287 | 1:45,681 | 01    |
| 02                                                                        | Nico Rosberg      | Mercedes             | 1:47,244 | 1:45,825 | 1:45,688 | 02    |
| 03                                                                        | Daniel Ricciardo  | Red Bull-Renault     | 1:47,488 | 1:46,493 | 1:45,854 | 03    |
| 04                                                                        | Sebastian Vettel  | Red Bull-Renault     | 1:47,476 | 1:46,586 | 1:45,902 | 04    |
| 05                                                                        | Fernando Alonso   | Ferrari              | 1:46,889 | 1:46,328 | 1:45,907 | 05    |
| 06                                                                        | Felipe Massa      | Williams-Mercedes    | 1:47,615 | 1:46,472 | 1:46,000 | 06    |
| 07                                                                        | Kimi Räikkönen    | Ferrari              | 1:46,685 | 1:46,359 | 1:46,170 | 07    |
| 08                                                                        | Valtteri Bottas   | Williams-Mercedes    | 1:47,196 | 1:46,622 | 1:46,187 | 08    |
| 09                                                                        | Kevin Magnussen   | McLaren-Mercedes     | 1:47,976 | 1:46,700 | 1:46,250 | 09    |
| 10                                                                        | Daniil Kwjat      | Toro Rosso-Renault   | 1:47,656 | 1:46,926 | 1:47,362 | 10    |
| 11                                                                        | Jenson Button     | McLaren-Mercedes     | 1:47,161 | 1:46,943 | –        | 11    |
| 12                                                                        | Jean-Éric Vergne  | Toro Rosso-Renault   | 1:47,407 | 1:46,989 | –        | 12    |
| 13                                                                        | Nico Hülkenberg   | Force India-Mercedes | 1:47,370 | 1:47,308 | –        | 13    |
| 14                                                                        | Esteban Gutiérrez | Sauber-Ferrari       | 1:47,970 | 1:47,333 | –        | 14    |
| 15                                                                        | Sergio Pérez      | Force India-Mercedes | 1:48,143 | 1:47,575 | –        | 15    |
| 16                                                                        | Romain Grosjean   | Lotus-Renault        | 1:47,862 | 1:47,812 | –        | 16    |
| 17                                                                        | Adrian Sutil      | Sauber-Ferrari       | 1:48,324 | –        | –        | 17    |
| 18                                                                        | Pastor Maldonado  | Lotus-Renault        | 1:49,063 | –        | –        | 18    |
| 19                                                                        | Jules Bianchi     | Marussia-Ferrari     | 1:49,440 | –        | –        | 19    |
| 20                                                                        | Kamui Kobayashi   | Caterham-Renault     | 1:50,405 | –        | –        | 20    |
| 21                                                                        | Max Chilton       | Marussia-Ferrari     | 1:50,473 | –        | –        | 21    |
| 22                                                                        | Marcus Ericsson   | Caterham-Renault     | 1:52,287 | –        | –        | 22    |
| 107-Prozent-Zeit: 1:54,152 min (bezogen auf Q1-Bestzeit von 1:46,685 min) |                   |                      |          |          |          |       |

### Rennen
| Pos. | Fahrer            | Konstrukteur         | Runden | Zeit        | Start | Schnellste Runde |
| ---- | ----------------- | -------------------- | ------ | ----------- | ----- | ---------------- |
| 01   | Lewis Hamilton    | Mercedes             | 60     | 2:00:04,795 | 01    | 1:50,417 (39.)   |
| 02   | Sebastian Vettel  | Red Bull-Renault     | 60     | + 13,534    | 04    | 1:52,519 (27.)   |
| 03   | Daniel Ricciardo  | Red Bull-Renault     | 60     | + 14,273    | 03    | 1:52,569 (30.)   |
| 04   | Fernando Alonso   | Ferrari              | 60     | + 15,389    | 05    | 1:52,115 (27.)   |
| 05   | Felipe Massa      | Williams-Mercedes,   | 60     | + 42,161    | 06    | 1:53,283 (27.)   |
| 06   | Jean-Éric Vergne  | Toro Rosso-Renault   | 60     | + 56,801    | 12    | 1:51,937 (48.)   |
| 07   | Sergio Pérez      | Force India-Mercedes | 60     | + 59,038    | 15    | 1:52,007 (46.)   |
| 08   | Kimi Räikkönen    | Ferrari              | 60     | + 1:00,641  | 07    | 1:52,872 (28.)   |
| 09   | Nico Hülkenberg   | Force India-Mercedes | 60     | + 1:01,661  | 13    | 1:52,762 (27.)   |
| 10   | Kevin Magnussen   | McLaren-Mercedes     | 60     | + 1:02,230  | 09    | 1:51,639 (48.)   |
| 11   | Valtteri Bottas   | Williams-Mercedes    | 60     | + 1:05,065  | 08    | 1:52,515 (25.)   |
| 12   | Pastor Maldonado  | Lotus-Renault        | 60     | + 1:06,915  | 18    | 1:53,213 (26.)   |
| 13   | Romain Grosjean   | Lotus-Renault        | 60     | + 1:08,029  | 16    | 1:53,543 (25.)   |
| 14   | Daniil Kwjat      | Toro Rosso-Renault   | 60     | + 1:12,008  | 10    | 1:51,761 (45.)   |
| 15   | Marcus Ericsson   | Caterham-Renault     | 60     | + 1:34,188  | 22    | 1:55,416 (14.)   |
| 16   | Jules Bianchi     | Marussia-Ferrari     | 60     | + 1:34,543  | 19    | 1:53,538 (47.)   |
| 17   | Max Chilton       | Marussia-Ferrari     | 59     | + 1 Runde   | 21    | 1:53,807 (43.)   |
| –    | Jenson Button     | McLaren-Mercedes     | 52     | DNF         | 11    | 1:53,707 (16.)   |
| –    | Adrian Sutil      | Sauber-Ferrari       | 40     | DNF         | 17    | 1:53,948 (10.)   |
| –    | Esteban Gutiérrez | Sauber-Ferrari       | 17     | DNF         | 14    | 1:55,684 (06.)   |
| –    | Nico Rosberg      | Mercedes             | 13     | DNF         | Box   | 1:56,769 (05.)   |
| DNS  | Kamui Kobayashi   | Caterham-Renault     | –      | –           | 20    | –                |

Anmerkungen
1. ↑  Vergne erhielt eine Fünf-Sekunden-Zeitstrafe wegen Track-Limits. An seiner Position änderte die Strafe allerdings nichts.
2. ↑  Rosberg startete aus der Boxengasse, da in der Einführungsrunde Elektronikprobleme auftraten
3. ↑  Kobayashi blieb in der Einführungsrunde stehen und konnte nicht zum Rennen starten

## WM-Stände nach dem Rennen
Die ersten zehn des Rennens bekamen 25, 18, 15, 12, 10, 8, 6, 4, 2 bzw. 1 Punkt(e).

### Fahrerwertung
| Pos. | Fahrer           | Konstrukteur         | Punkte |
| ---- | ---------------- | -------------------- | ------ |
| 01   | Lewis Hamilton   | Mercedes             | 241    |
| 02   | Nico Rosberg     | Mercedes             | 238    |
| 03   | Daniel Ricciardo | Red Bull-Renault     | 181    |
| 04   | Fernando Alonso  | Ferrari              | 133    |
| 05   | Sebastian Vettel | Red Bull-Renault     | 124    |
| 06   | Valtteri Bottas  | Williams-Mercedes    | 122    |
| 07   | Jenson Button    | McLaren-Mercedes     | 72     |
| 08   | Nico Hülkenberg  | Force India-Mercedes | 72     |
| 09   | Felipe Massa     | Williams-Mercedes    | 65     |
| 10   | Sergio Pérez     | Force India-Mercedes | 45     |
| 11   | Kimi Räikkönen   | Ferrari              | 45     |
| 12   | Kevin Magnussen  | McLaren-Mercedes     | 39     |

| Pos. | Fahrer            | Konstrukteur       | Punkte |
| ---- | ----------------- | ------------------ | ------ |
| 13   | Jean-Éric Vergne  | Toro Rosso-Renault | 19     |
| 14   | Romain Grosjean   | Lotus-Renault      | 8      |
| 15   | Daniil Kwjat      | Toro Rosso-Renault | 8      |
| 16   | Jules Bianchi     | Marussia-Ferrari   | 2      |
| 17   | Adrian Sutil      | Sauber-Ferrari     | 0      |
| 18   | Marcus Ericsson   | Caterham-Renault   | 0      |
| 19   | Pastor Maldonado  | Lotus-Renault      | 0      |
| 20   | Esteban Gutiérrez | Sauber-Ferrari     | 0      |
| 21   | Max Chilton       | Marussia-Ferrari   | 0      |
| 22   | Kamui Kobayashi   | Caterham-Renault   | 0      |
| –    | André Lotterer    | Caterham-Renault   | 0      |

### Konstrukteurswertung
| Pos. | Konstrukteur         | Punkte |
| ---- | -------------------- | ------ |
| 01   | Mercedes             | 479    |
| 02   | Red Bull-Renault     | 305    |
| 03   | Williams-Mercedes    | 187    |
| 04   | Ferrari              | 178    |
| 05   | Force India-Mercedes | 117    |
| 06   | McLaren-Mercedes     | 111    |

| Pos. | Konstrukteur       | Punkte |
| ---- | ------------------ | ------ |
| 07   | Toro Rosso-Renault | 27     |
| 08   | Lotus-Renault      | 8      |
| 09   | Marussia-Ferrari   | 2      |
| 10   | Sauber-Ferrari     | 0      |
| 11   | Caterham-Renault   | 0      |